# Насакин, Николай Вадимович
Николай Вадимович Насакин (1 августа 1867, Сызрань, Симбирская губерния — после 1917) — драматург, беллетрист, публицист и экономист, журналист, один из первых киножурналистов России. Известен под псевдонимами Насакин-Симбирский и Ратмир.

## Семья

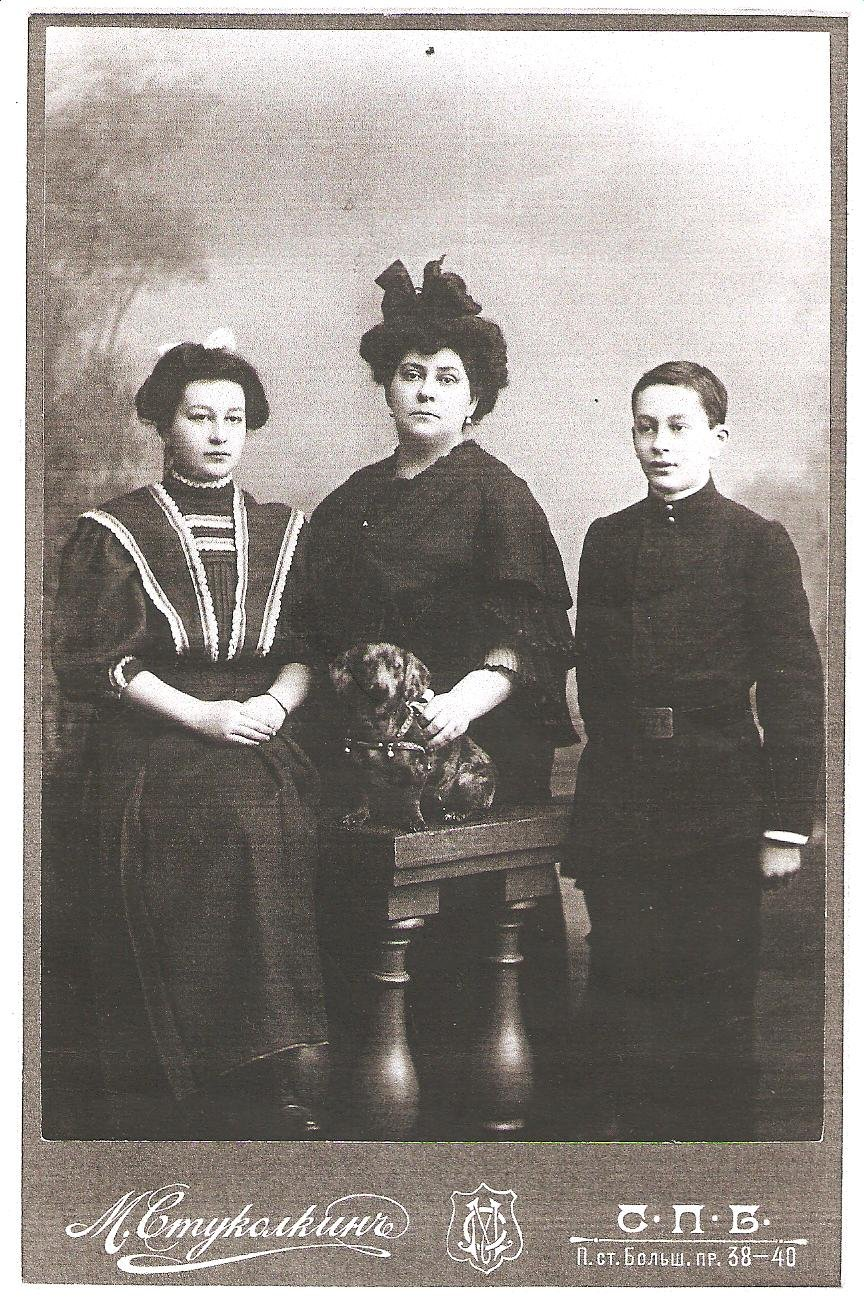
Жена и дети Николая Вадимовича

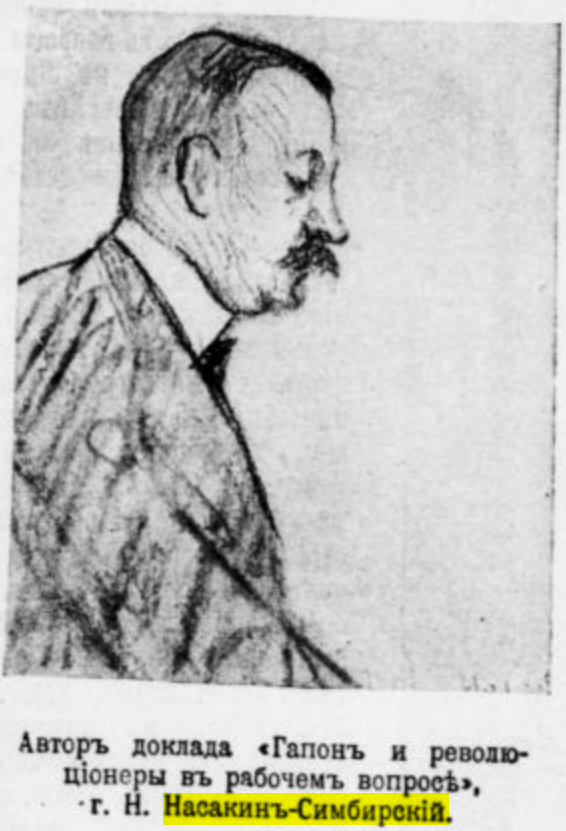
Николай Насакин-Симбирский

Родился в дворянской семье. Отец — Вадим Николаевич Насакин (1833—1880), председатель Сызранского уездного земского собрания, мать — Софья Михайловна Насакина (ур. Дмитриева; 1836—1888).
У Николая Вадимовича было 2 брата и сестра — Сергей (1868—1907), Михаил (1869—1919) и Елизавета (1870-?).
Был женат на Сузанне Робертовне, от которой у него двое детей: Александр (1895), Ираида (1894—1938).

## Деятельность

### Политика
Сызранский уездный предводитель дворянства.
Во время Первой русской революции много общался с Гапоном и находился в центре событий того времени. В частности, знакомство Грибовского с Гапоном произошло в доме Насакина на Петербургской стороне, в полуособняке на Каменноостровском проспекте.
Согласно данным из Алфавитного указателя жителей города Санкт-Петербурга 1913 года, Николай Вадимович с женой жил по адресу Матвеевская улица, д. 20 (ныне — часть улицы Ленина).

### Фильмы
Сценарист двух дореволюционных фильмов:
- Женщина, которая улыбалась («Красавица Ванда») Бульварно-приключенческий фильм из жизни полусвета. 1200 метров. Т/д А. Дранков и А. Талдыкин. Сцен. Насакин-Симбирский, реж. Борис Чайковский, опер. Николай Козловский. Актёры: Пионтковская, Зелинский.
- Тайна портрета профессора Инсарова Психологическая драма мистического характера. 810 [820?] метров. Т/д А. Дранков и А. Талдыкин. Выпуск 14.XII.1913. Сцен. Н. Насакин-Симбирский, реж. Евгений Бауэр, опер. Николай Козловский. Актёры: Р. Адельгейм (профессор Инсаров), Н. Салин (курсистка Таня Киреева).

Оба фильма не сохранились.
Также, с начала марта 1913 был редактором киножурнала «Зеркало дня» (длина 15-50 м).

### Произведения
- Очерки московской революции. — СПб., 1906.
- Правда о Гапоне и 9-м января. — СПб.: Электропечатня Я. Кровицкого, 1906. — 226 с.
- Психология русского рабочего вопроса. — СПб., 1911.
- Свобода на земле: друзья и враги русского земледельца. СПб: Улей, 1912. — 322 с.